# ميرلين دسوزا
ميرلين دسوزا (بالإنجليزية: Merlin D'Souza)‏ هي ملحنة هندية، ولدت في 31 مايو 1961.

## وصلات خارجية
- ميرلين دسوزا على موقع IMDb (الإنجليزية)